# Paul Gabriel Barbier
Pour les articles homonymes, voir Barbier.
Paul Gabriel Barbier, né le 27 mai 1866 à Pouilly (Haute-Marne) et mort le 21 octobre 1948, est un militaire français.

## Carrière
- 21/09/1917 : Général de brigade commandant la 22e Brigade d'infanterie, commandant les subdivisions de Toul et de Neufchâteau.
- Général de division le 28 juin 1921, commandant le 2e corps d'armée.

## Distinctions

### Médailles
- : Croix de guerre 1914-1918

### Décorations
- Officier de la Légion d'honneur le 22 octobre 1915[1]
- Commandeur de la Légion d'honneur le 28 décembre 1921
- Grand officier de la Légion d'honneur le 23 décembre 1927
- Ordre de Saint-Michel et Saint-Georges Compagnon (CMG) en 1915